# Tufão Della (1968)
O tufão Della, conhecido no Japão como o terceiro tufão Miyakojima (第3宮古島台風) e nas Filipinas como tufão Maring, foi um tufão que atingiu Miyakojima das Ilhas Ryūkyū e da ilha Kyūshū em setembro de 1968.

## História meteorológica
Della passou perto de Miyakojima em 22 de setembro. Depois disso, seguiu ao longo das Ilhas Nansei e pousou perto da cidade de Kushikino, na província de Kagoshima no dia 24.

## Impacto
Devido ao tufão, as tempestades em Miyakojima causaram grandes danos a casas e plantações. Na província de Kagoshima, os danos causados pelo vento salgado e pelas tempestades foram grandes. No lado do Pacífico no oeste do Japão, fortes chuvas causaram danos causados por enchentes.
O tufão matou 11 pessoas e feriu 80 no Japão. Além disso, mais de 20.000 casas foram danificadas.
Della causou muitos danos a Miyakojima, então a Agência Meteorológica do Japão nomeou Della o " 3º Tufão Miyakojima ".
No passado, o Tufão Sarah em 1959 e o Tufão Cora em 1966 também atingiram a ilha de Miyako, então eles são chamados de " tufão de Miyakojima " e " 2º tufão de Miyakojima ", respectivamente.